# San Lorenzo Toxico
San Lorenzo Toxico, eller bara Toxico, är en ort i Mexiko, tillhörande kommunen Ixtlahuaca i den västra delen av delstaten Mexiko. Orten hade 3 302 invånare vid folkräkningen 2010.